# Orchestre de la radio de Munich
L'Orchestre de la radio de Munich (en allemand : Münchner Rundfunkorchester) est un orchestre symphonique allemand basé à Munich. Il est l'un des deux orchestres affiliés à la Radio bavaroise (Bayerischer Rundfunk), l'autre étant l'Orchestre symphonique de la Radiodiffusion bavaroise.

## Historique
Un ensemble précurseur de l'Orchestre de la radio de Munich a été créé dans les années 1920. L'Orchestre actuel de la Radio de Munich a été officiellement créé en 1952, avec Werner Schmidt-Boelke comme premier chef d'orchestre. L'orchestre s'est toujours consacré à la musique légère, avec un accent particulier dans ses premières années pour les opérettes. L'orchestre a également été historiquement connu pour ses concerts du dimanche.
Avec la nomination de Lamberto Gardelli comme chef principal (1982-1985), l'orchestre a élargi son répertoire à l'opéra et tout particulièrement l'opéra italien. Cette réorientation a été poursuivie avec les trois chefs principaux suivants de l'orchestre, tous italiens, Giuseppe Patanè (1988-1989), Roberto Abbado (1992-1998), et Marcello Viotti (1998-2005). Cette activité a été étendue aux enregistrements commerciaux d'opéras et d'extraits d'opéra avec les chefs de l'orchestre,.
Les contraintes budgétaires ont conduit à la menace de la dissolution de l'orchestre par la Radio bavaroise en 2004. Pour protester contre ces menaces sur l'existence de l'orchestre, Viotti a démissionné comme chef cette année-là. Après des négociations, l'existence de l'orchestre a été préservée, avec une réduction en taille de 72 à 50 musiciens.
De septembre 2006 à 2017, le chef principal de l'orchestre est Ulf Schirmer. Schirmer a effectué des enregistrements commerciaux pour le label BR-Klassik de la Radio bavaroise, y compris Des Simplicius Simplicissimus Jugend de Karl Amadeus Hartmann. L'orchestre a également enregistré pour d'autres labels tels que CPO, RCA, Acanta et Sony Classical.
Depuis 2017, le chef d'orchestre principal est Ivan Repušić (de), dont le contrat s'étend jusqu'à 2023.

## Chefs principaux
- Werner Schmidt-Boelke (1952–1967)
- Kurt Eichhorn (1967–1975)
- Heinz Wallberg (1975–1981)
- Lamberto Gardelli (1982–1985)
- Giuseppe Patanè (1988–1989)
- Roberto Abbado (1992–1998)
- Marcello Viotti (1998–2005)
- Ulf Schirmer (2006–2017)
- Ivan Repušić (de) (2017-)

## Source de la traduction
- (en) Cet article est partiellement ou en totalité issu de l’article de Wikipédia en anglais intitulé « Munich Radio Orchestra » (voir la liste des auteurs).